# Margarete Schneider-Reichel
Margarete Schneider-Reichel (* 22. März 1891 in Passau; † 4. Mai 1944 in Passau) war eine Malerin und NS-Funktionärin.

## Leben
Margarete Reichel war die Tochter des Bankiers und Kaufmanns Franz Reichel (1864–1925) und seiner Frau Maria (1865–1925), geb. Simson. Mit ihren drei Geschwistern Paula, Wilhelm und Marianne wuchs sie in Passau auf. Sie besuchte die Schule für höhere Töchter in Niedernburg und machte 1907 dort ihren Schulabschluss. Schon als Kind zeichnete sie viel; ihr erstes Skizzenbuch stammt aus dem Jahr 1901.
Zwischen 1908 und 1910 nahm sie Unterricht beim polnischen Landschaftsmaler Sigmund-Sixtus von Dzbański (1874–1953), der damals in Passau lebte. 1911/12 studierte sie in München an der Malschule von Heinrich Knirr; weitere Lehrer waren Hermann Groebner und Ferdinand Götz. In ihrem grafischen Werk ist der Einfluss von Alfred Kubin spürbar, der auch persönlich mit der Künstlerin bekannt war.
Zwischen 1915 und 1917 arbeitete Reichel als Krankenschwester im Lazarett am Residenzplatz in Passau; für ihre Dienste wurde sie mit dem König Ludwig-Kreuz ausgezeichnet. Dort lernte sie ihren späteren Mann Ottmar Schneider kennen, den sie 1919 heiratete.
1922 wurde Sohn Norbert, 1924 Sohn Ottmar geboren. Ab dieser Zeit zeichnete Schneider-Reichel Kinderbücher, für die ihr Mann manchmal den Text schrieb. Beide Söhne starben im Zweiten Weltkrieg (1941, 1944).
1933 lernte sie den späteren NS-Kulturminister und Gauleiter Hans Schemm kennen, durch den sie möglicherweise für den Nationalsozialismus begeistert wurde. Im selben Jahr war sie Gründungsmitglied der Frauengruppe der Passauer NSDAP, 1935 wurde Schneider-Reichel Ortsfrauenschaftsleiterin der NSDAP in Passau. Ein von Schneider-Reichel geschaffenes Porträt von Adolf Hitler hing im kleinen Rathaussaal.
Schneider-Reichel starb 1944 im Krankenhaus Passau und erhielt ein aufwändiges Parteibegräbnis. Ihr Grab auf dem Friedhof Innstadt in Passau, in dem auch ihre Söhne, ihr Mann sowie dessen zweite Ehefrau bestattet waren, wurde 2008 aufgelöst.

## Werk
Schneider-Reichel war eine gegenständliche Malerin. Ihre Sujets waren Porträts, Landschaften, Akte, historische Darstellungen und sakrale Motive. Ab Mitte der 1920er Jahre sind Anklänge an die Neue Sachlichkeit spürbar. Sie arbeitete in verschiedenen Techniken: Öl auf Leinwand, Holz oder Karton, Pastellkreide, Kohle, Rötel oder Bleistift auf Papier. Laut dem Lexikoneintrag von Edith Rabenstein wurde ihr dieser „permanente Paradigmenwechsel“ an Technik und Motivik in der NS-Zeit zum Verhängnis, als sie der damaligen Kunstpolitik genehme Motive widerstandslos integrierte.
1918 hatte die Künstlerin ihre erste Ausstellung: Gemeinsam mit Hugo Öhme, Hermann Brühlmeyer und Richard Maurer (Fotografie) stellte sie im Passauer Redoutensaal aus. In diesem Jahr erschien ihre erste Arbeit für die Zeitschrift Jugend. 1920 konnte die Künstlerin erneut in Passau und erstmals in München ausstellen. Die Münchner Neuesten Nachrichten bescheinigten ihr „Blätter voll grotesker, zuweilen satirischer Lustigkeit“.
1927 illustrierte die Künstlerin zwei Verkehrserziehungsbücher für Kinder von Albert Sixtus, 1930 erschien ihr eigenes Buch Es war einmal ein großes Krokodil, das 1931 auch in einer englischen Version veröffentlicht wurde. Während der 1920er und 1930er Jahre schuf sie diverse gebrauchsgrafische Werke für unterschiedliche Veranstaltungen.
1939 trat die Künstlerin aus der Kirche aus, schuf aber weiterhin latent religiöse, oftmals eher philosophische und spirituelle Bildwerke. An der Leistungsschau der systemkonformen NS-Kunst, der Großen Deutschen Kunstausstellung in München, nahm sie nicht teil.
1959 stellte der Kunstverein Passau 45 ihrer Werke aus. 2014 fand eine große Retrospektive auf Schloss Neuburg statt, im selben Jahr wurde das Werkverzeichnis der Künstlerin veröffentlicht.
Ein großer Teil ihres künstlerischen Nachlasses wird im Oberhausmuseum Passau verwahrt.